# Грб Социјалистичке Републике Србије
Грб Социјалистичке Републике Србије био је један од симбола суверенитета Народне Републике Србије, Социјалистичке Републике Србије, те касније Републике Србије. Установљен је Уставом из 1947. године, а смењен је Законом из 2009. године поновним увођењем грба Краљевине Србије за службени грб Републике Србије. Овај грб Србије је службено важио 62 године, што га чини најдуговечнијим грбом Србије у њеној историји. Аутор грба био је сликар Ђорђе Андрејевић Кун.

## Историјат
Након завршетка Другог светског рата, нова социјалистичка влада је редизајнирала грб, по угледу на Совјетски Савез и послератну источну Европу. У комунистичкој Југославији, Социјалистичка Република Србија је имала грб са сунцем, тачком са зупчаницима и оцилима без крста.
Социјалистички грб је остао у употреби још након распада СФРЈ и укидања црвене звезде са заставе Србије.
На референдуму о националним симболима, 31. мајa 1992, већина је грађана била за заставу са црвеном петокраком, и традиционални грб Србије у облику црвеног штита с четири оцила, али без двоглавог орла. Реферандум према правилима није успео, јер није изашло преко 50% уписаних бирача (укључујући бираче и на Косову и Метохији).
Народна скупштина Републике Србије је 17. августа 2004. донела препоруку о коришћењу грба, заставе и химне Републике Србије, којом је препоручено да се Грб СР Србије избаци из употребе, а да се користи грб уведен Закон о Грбу Краљевине Србије од 16. јуна 1882. године. Парламент је тада усвојио само препоруку јер је тадашњим Уставом (Члан 5) процедура за утврђивање државнх симбола предвиђена расписивањем референдума и усвајање резултата двотрећинског парламентарном већином. Тек након промене Устава Србије из 2006. године, и доношења закон о изгледу и употреби грба, заставе и химне Републике Србије 19. маја 2009. године, грб СР Србије је службено смењен.

## Изглед грба
Пшеница је представљала сељаке, а зупчаник на дну је представљао раднике. Црвена звезда на врху је представљала комунизам, сунце са зрацима је представљало ново јутро. Храст је традиционално свето дрво за Србе, па отуда храстово лишће и жиреви. Године 1804. и 1941. на црвеној траци представљали су Први српски устанак и почетак Народноослободилачке борбе у Србији против Сила Осовине у Другом светском рату. Идејно решење за грб је дао Ђорђе Андрејевић Кун. На грбу се налазио традиционални српски штит са четири оцила, али без крста, пошто је социјалистичка влада била секуларна.
У Уставу Србије грб је дефинисан различитим описима. Устав Народне Републике Србије из 1947. године о грбу каже:
Члан 4
Државни грб Народне Републике Србије представља поље окружено с једне стране житним класјем, а с друге стране лиснатим храстовим гранчицама. Житно класје и храстове гранчице повезане су доле траком на којој су исписане године народних устанака у Србији, 1804 и 1941. Између врхова житног класја и храстових гранчица је петокрака звезда. У пољу изнад траке налази се сунце, а у сунчевом пољу део зупчаника. Над сунчевим зрацима је штит на коме су правилно распоређена четири оцила.
Устав Социјалистичке Републике Србије из 1963. године о грбу каже следеће:
Члан 8.
Грб Социјалистичке Републике Србије преставља поље окружено с једне стране жутим класјем, а с друге стране лиснатим храстовим гранчицама.
Житно класје и храстове гранчице повезане су доле траком на којој су исписане године устанка српског народа 1804. и година почетка народноослободилачког рата и социјалистичке револуције 1941. Између врхова житног класја и храстових гранчица је петокрака звезда. У пољу изнад траке налази се лик сунца, а у сунчевом пољу део зупчаника. Над сунчевим зрацима је стит на коме су правилно распоређена четири оцила.
Устав Социјалистичке Републике Србије из 1974. о грбу каже следеће:
Члан 5.
Грб Социјалистичке Републике Србије преставља поље са једне стране житним класјем а са друге стране лиснатим храстовим гранчицама .
Житно класје и храстове гранчице повезане су са доле траком накојој су исписане година устанка српског народаu 1804. и година почетка народноослободилачког рата и социјалистичке револуције 1941. Између врхова житног класја и храстових гранчица је петокрака звезда. У пољу изнад траке налази се лик сунца, а у сунчаном пољу део зупчаника. Над сунчаним зрацима је штит на коме су правилно распоређена четири оцила.

## Галерија
- Државни грб НР Србије, 1947.
- Грб СР Србије, 1967.